# Komandir
Komandir je naziv za poveljnika vojaške enote, ki je manjša od bataljona. Naziv se ne nanaša na konkreten vojaški čin in lahko predstavlja tako npr. komandirja čete, voda ali ustrezne ustanove.

## Razvoj besede
Tujka, ki je k nam prišla v uporabo v 19. stoletju izhaja iz besede komânda, ki je prevzeta preko nemške besede Kommande v pomenu ukaz, naročilo iz francoske besede commande v enakem pomenu, kar se je razvilo iz vulgarnolatinske besede commanda v pomenu zaupno naročilo, kar pa je izpeljaka iz commandāre v pomenu naročiti. To je različica od klasične latinske besede commendāre v pomenu zaupati, izročiti, priporočiti, namreč zaupati nekomu nalogo, ukaz, naročilo.